# Ben Stiller
Benjamin Edward „Ben“ Stiller (* 30. listopadu 1965 New York, Spojené státy americké) je americký herec, režisér a scenárista.

## Biografie
Narodil se na Manhattanu do židovské rodiny komediálních herců Jerry Stillera a jeho manželky Anne rozené Meara. Před televizní kamerou se objevil poprvé v deseti letech. Po absolvování střední školy Calhoun School v New Yorku šel studovat film na University of California v Los Angeles, ale po necelém roce studium ukončil.
První filmovou roli získal v roce 1986 ve filmu Stevena Spielberga Říše slunce (Empire of the Sun). Od roku 1989 pracoval jako herec a scenárista v zábavním pořadu Saturday Night Live televize NBC. O rok později založil vlastní televizní show The Ben Stiller Show, která se vysílala na stanici Fox. I přesto, že show byla úspěšná – Ben Stiller za ni získal Cenu Emmy (1993) – byla zrušena. Svůj velký režírní debut zaznamenal ve filmu Bolestná realita (Reality Bites) s Winonou Ryderovou v hlavní roli.
Mezi jeho herecky úspěšné filmy patří Něco na té Mary je (There's Something About Mary), Rabín, kněz a krásná blondýna (Keeping the Faith), Fotr je lotr (Meet the Parents), Jeho fotr, to je lotr! (Meet the Fockers), Fotři jsou lotři (Little Fockers) či Zoolander, Noc v muzeu 1, 2, 3 a Starsky and Hutch.